# Mises Institute
The Ludwig von Mises Institute (LvMI), eller bara Mises Institute, är ett amerikanskt institut med huvudkontor i Auburn, Alabama, som tagit sitt namn efter den österrikiske ekonomen Ludwig von Mises. Organisationens webbsida deklarerar att den är "världscentrum för österrikisk ekonomi och för libertariansk samhällsteori" och att organisationen är ägnad åt att framföra "den Misesianska tanketraditionen genom försvaret av marknadsekonomin, privat äganderätt, hård valuta och en fredlig internationell samvaro, genom att motstå statlig kontroll".
Institutet grundades 1982 av Lew Rockwell. 
Det officiella mottot för organisationen är Tu ne cede malis sed contra audentior ito, och är hämtat från Vergilius epos Aeneiden, bok VI. Mottot betyder: "Ge inte upp för ondska utan bekämpa den än mer". Tidigt i sitt liv valde Mises detta som en princip han ämnade följa resten av sitt liv.